# Tasso di rendimento apparente
Il tasso di rendimento apparente, detto anche tasso di rendimento implicito, nel caso di sistema pensionistico senza patrimonio di previdenza con schema pensionistico con formula delle rendite predefinita è il coefficiente che applicato come se fosse un tasso di interesse nella legge di capitalizzazione permette di valutare la remunerazione apparente che lo Stato o l'ente previdenziale dà ai contributi obbligatori per le assicurazioni obbligatorie versati dal lavoratore o dal cittadino, nonostante non ci sia alcun patrimonio di previdenza ovvero capitale, che possa produrre tale rendimento.
Il tasso di rendimento apparente può essere nominale o reale.
Se la valutazione è fatta al netto dell'inflazione, il tasso di rendimento apparente è reale.
Se la valutazione è fatta al lordo dell'inflazione, il tasso di rendimento apparente è nominale.
Nel caso in cui lo schema pensionistico con formula delle rendite predefinita applicato sia il metodo di calcolo contributivo a capitalizzazione simulata sulla crescita, il tasso di rendimento apparente coincide con il tasso annuo di capitalizzazione per la rivalutazione del montante contributivo individuale solo se il coefficiente di trasformazione in rendita applicato nella formula predefinita per il calcolo della pensione di vecchiaia coincide con la vita media dell'individuo al quale lo Stato assegna la rendita.
Nel caso di utilizzo di un qualsiasi altro schema pensionistico con formula delle rendite predefinita, è il tasso che applicato ai contributi previdenziali versati relativi alla assicurazione sociale per la vecchiaia, corrisponde alla riserva matematica di copertura delle obbligazioni derivanti dalla pensione di vecchiaia al momento della sua concessione.

## Applicazione
Matematicamente il tasso di rendimento apparente è definito come il tasso di interesse {\displaystyle i_{a}} che applicato alla legge di capitalizzazione rende il debito pensionistico latente o riserva matematica o montante contributivo individuale apparente di una serie di versamenti di contributi previdenziali, posto ovviamente che questo tasso {\displaystyle i_{a}} esista nell'intervallo {\displaystyle (}{\displaystyle 0}{\displaystyle +}{\displaystyle inf}{\displaystyle )} e che sia unico.
Per cui, il tasso di rendimento apparente si calcola risolvendo l'equazione del debito pensionistico latente con {\displaystyle i_{a}} tale che il valore del debito pensionistico latente {\displaystyle DPL_{n}} sia stabilito pari a quello fissato dallo schema pensionistico con formula delle rendite predefinita.
{\displaystyle DPL_{n}=CF_{1}{(1+i_{a})}+CF_{2}{(1+i_{a})}^{2}+\cdots +CF_{n}{(1+i_{a})^{n}}}
ovvero:
{\displaystyle [1]\quad \quad \sum _{t=1}^{n}{CF_{t}}{(1+i_{a})^{t}}=DPL_{n}}
Dove:	
- {\displaystyle t}: scadenze temporali;
- {\displaystyle CF_{t}}: flusso finanziario dei contributi previdenziali (positivo) al tempo {\displaystyle t};

In un senso il tasso {\displaystyle i_{a}} rappresenta il tasso di interesse pagato dall'ente gestore che si accolla il debito pensionistico latente.
Il tasso di rendimento apparente non può essere calcolato direttamente, ma, come detto, si deve risolvere ricorsivamente la menzionata equazione polinomiale.
Nel caso di sistema pensionistico senza patrimonio di previdenza il costo derivante dal tasso di rendimento apparente, poiché non vi è patrimonio di previdenza è accollato alle generazioni successive determinando il cosiddetto furto intergenerazionale.

## Il tasso di rendimento apparente in Italia
In Italia gli enti previdenziali in fase di avvio della loro gestione, nel caso di utilizzo di uno schema pensionistico con formula delle rendite predefinita sono stati particolarmente generosi, con casi particolari di tassi di rendimento apparente superiore al tasso di usura, come nel caso delle pensioni baby o della pensione gonfiata.

### Leggi
- Legge 8 agosto 1995, n. 335, in materia di "Riforma del sistema pensionistico obbligatorio e complementare."

### News
- Laura Cavestri, Fornero: le Casse non hanno sostenibilità a 50 anni, in Il sole 24 ore. URL consultato il 29 marzo 2013.
- Pensioni: Fornero, non pensabile siano più lunghe della vita lavorativa, in ASCA. URL consultato il 3 aprile 2013 (archiviato dall'url originale il 25 ottobre 2013).
- Se il Pil crolla le pensioni calano a picco, in La Repubblica. URL consultato il 12 aprile 2013.

### Web
- Sergio Nisticò, Dall’uniformità dei tassi di sostituzione all’uniformità dei rendimenti individuali: alcune riflessioni sull’equità e la sostenibilità del modello NDC* (PDF), su mps.it. URL consultato il 6 settembre 2014 (archiviato dall'url originale il 13 settembre 2014).
- Sistemi finanziari di gestione dei fondi previdenziali e metodi di calcolo delle prestazioni, su docs.google.com. URL consultato il 20 marzo 2013.
- EVOLUZIONE DELLA LEGISLAZIONE PENSIONISTICA DI BASE, su lavoro.gov.it. URL consultato il 4 aprile 2013 (archiviato dall'url originale il 30 aprile 2013).
- Carlo A. Bollino, Elementi di economia politica, 4ª ed., Morlacchi Editore, 2008, ISBN 88-89422-38-6.